# Gesellschaft mit beschränkter Haftung
Gesellschaft mit beschränkter Haftung (phát âm [gəˈzɛlʃaft mɪt bəˈʃʁɛŋktɐ ˈhaftʊŋ], viết tắt là GmbH [geː ʔɛm beː haː], cũng được gọi là GesmbH hay Ges.m.b.H. tại Áo), là thuật ngữ tiếng Đức của "công ty với giới hạn pháp lý" hay công ty trách nhiệm hữu hạn (limited liability company), là một kiểu thực thể pháp lý rất phổ biến ở Đức, Áo, Thuỵ Sĩ (nơi thực thể này tương đương với một thực thể S.à r.l.) và Liechtenstein. Tên gọi GmbH nhấn mạnh một thực tế là các chủ sở hữu (Gesellschafter, còn được gọi là thành viên) của thực thể này không phải chịu trách nhiệm cá nhân đối với các khoản nợ của công ty. Các GmbH được coi là pháp nhân theo pháp luật Đức và Áo. Các biến thể khác bao gồm mbH (sử dụng khi thuật ngữ Gesellschaft là một phần của bản thân tên công ty đó), và gGmbH (gemeinnützige GmbH) cho các đoàn thể phi lợi nhuận.
GmbH đã trở thành hình thức công ty phổ biến nhất ở Đức, kể từ khi AG (Aktiengesellschaft) – một hình thức đoàn thể lớn khác có sự tương đồng với một công ty cổ phần tỏ ra phức tạp hơn nhiều để thành lập và hoạt động, cho đến thời điểm hiện tại.

## Lịch sử
Các bộ luật quản lý loại thực thể pháp lý này đã được thông qua tại Đức vào năm 1892, và tại Áo năm 1906. Khái niệm về giới hạn pháp lý được tạo ra bởi các luật này ảnh hưởng tới việc thành lập hợp pháp các hình thức công ty trách nhiệm hữu hạn tương tự ở các nước khác, mặc dù khái niệm về một công ty trách nhiệm hữu hạn lúc đó đã tồn tại ở Vương quốc Anh.

## Các yêu cầu khi thành lập
Một thực thể GmbH thông thường được hình thành trong ba giai đoạn: đoàn thể/hiệp hội nền tảng, được coi như một thực thể quan hệ cá nhân giữa các đối tác với toàn bộ trách nhiệm của các đối tác sáng lập/thành viên; sau đó là công ty thành lập ban đầu (thường được viết tắt là "GmbH i.G", với "i.G." là in Gründung – nghĩa đen là "đang trong giai đoạn thành lập", với ý nghĩa là "chờ đăng ký"); và cuối cùng là thực thể GmbH đã được hoàn tất đăng ký. Chỉ có đăng ký của công ty trong Danh bạ đăng ký thương mại (Handelsregister - Commercial Register) mới cung cấp cho thực thể GmbH tình trạng pháp lý đầy đủ của nó.
Hoạt động thành lập và các điều lệ hoạt động của đoàn thể phải được công chứng. Luật về GmbH vạch ra các nội dung tối thiểu của các điều lệ hoạt động của đoàn thể, nhưng việc thêm các điều khoản bổ sung trong các điều lệ xảy ra khá thường xuyên.
Theo luật của Đức, thực thể GmbH phải có vốn thành lập ban đầu tối thiểu €25,000 (§ 5 I GmbHG), mà trong đó phải đạt được tối thiểu €12,500 trước khi nộp đơn đăng ký vào sổ đăng ký thương mại (§ 7 II GmbHG). Một ban giám sát (Aufsichtsrat) là bắt buộc nếu công ty có hơn 500 nhân viên, nếu không thì công ty chỉ được quản lý bởi các giám đốc điều hành (Geschäftsführer), người có ủy quyền không hạn chế cho công ty. Các thành viên của ban có thể hạn chế quyền hạn của giám đốc điều hành bằng cách cho họ các yêu cầu ràng buộc. Trong hầu hết các trường hợp, các điều khoản của hiệp hội liệt kê danh sách các hoạt động kinh doanh, mà trong đó giám đốc phải có được sự chấp thuận trước từ các thành viên. Theo luật của Đức, một sự vi phạm các nghĩa vụ này của một giám đốc điều hành sẽ không ảnh hưởng đến hiệu lực của một hợp đồng với bên thứ ba, nhưng thực thể GmbH có thể yêu cầu bắt giữ giám đốc điều hành để chất vấn trách nhiệm cho các thiệt hại nếu có.
Tính đến năm 2008, một thực thể phái sinh được gọi là Unternehmergesellschaft (haftungsbeschränkt) ("entrepreneurial company (limited liability)" - công ty kinh doanh (trách nhiệm hữu hạn)) hay rút gọn là UG (haftungsbeschränkt) đã được đưa vào sử dụng. Thực thể này không cần một vốn thành lập ban đầu tối thiểu, và được giới thiệu để hỗ trợ những người sáng lập công ty trong việc thành lập một công ty mới. Ngoài ra, UG phải tích lũy 25% thu nhập hàng năm của nó như là dự trữ pháp lý. Trái với những gì nhiều người nghĩ, điều này sẽ diễn ra mãi mãi và không dừng lại một khi vốn cổ phần tối thiểu đạt 25.000 €. Tuy nhiên, các cổ đông có thể quyết định tăng vốn bằng cách chuyển đổi vốn dự trữ vào vốn cổ phần thực, nhưng điều này đòi hỏi phải có ít nhất một báo cáo tài chính có xác nhận.
Bởi vì một pháp nhân có trách nhiệm hữu hạn với vốn đóng góp bị chú ý trong thế kỷ 19 như yếu tố nguy hiểm, luật pháp của Đức có nhiều hạn chế chưa được biết đến trong hệ thống thông luật. Một số giao dịch kinh doanh phải được công chứng, chẳng hạn như chuyển nhượng cổ phần, phát hành cổ phiếu, và sửa đổi các điều khoản của đoàn thể. Nhiều trong số các tiêu chuẩn phải được đệ trình với nơi đăng ký công ty, nơi họ bị kiểm tra bởi ban giám sát đặc biệt hoặc các cán bộ tư pháp khác. Đây có thể là một quá trình mệt mỏi và tốn thời gian, khi trong hầu hết các trường hợp, các tiêu chuẩn mong muốn chỉ được có hiệu lực hợp pháp khi được nhập vào hồ sơ đăng ký. Bởi vì không có hệ thống đăng ký công ty trung ương ở Đức mà thay vào đó là hàng trăm kết nối với tòa án khu vực, sự quản lý của pháp luật có thể khác nhau khá nhiều giữa các bang của Đức. Từ năm 2007 đã có một hệ thống trung tâm đăng ký công ty trên internet cho toàn nước Đức, được gọi là Unternehmensregister.

## Yêu cầu cần thiết theo quốc gia
| Khác biệt                                        | Đức           | Áo            | Thụy Sĩ       | Liechtenstein |
| ------------------------------------------------ | ------------- | ------------- | ------------- | ------------- |
| Vốn cổ phần tối thiểu                            | €25,000.00    | €10,000.00    | CHF20,000.00  | CHF30,000.00  |
| Ban kiểm soát (bắt buộc phải có khi công ty đạt) | 500 nhân viên | 300 nhân viên | 300 nhân viên | 300 nhân viên |